# Ladice
Ladice jsou obec na Slovensku ležící v okrese Zlaté Moravce v Nitranském kraji.

## Přírodní podmínky
Obec leží v severní části Žitavské pahorkatiny v údolí potoka Drevenica. Katastr obce má charakter pahorkatiny, dosahuje nadmořské výšky 190 až 400 metrů. Podklad tvoří třetihorní jíly a písky a místy vystupují druhohorní křemence. Kvalitní křemenec se těžil v lomu severozápadně od obce až do sedmdesátých let 20. století. Většina katastru je odlesněná a zemědělsky využívaná.

## Historie
Na území obce byla nalezena zlatá mince západořímského císaře Valentiniána III. (425 až 455) a slovanské pohřebiště z doby Velké Moravy. První písemná zmínka pochází z roku 1253 jako Leuduch, později se objevuje pod názvy Maior, Minor Ledneche (1355), Ladicze (1773), Ladice (1808), v maďarštině jako Lédec a Barslédecz. Patřila Ostřihomskéhu arcibiskupství. Vyvíjela se jako zemědělská obec, v obci pracovalo několik mlýnů, tradici má ovocnářství. Zemědělský ráz si obec zachovala dodnes.

## Pamětihodnosti
- římskokatolický kostel Všech svatých ze začátku 18. století, postavený na gotických základech s oltářním obrazem od J. Zallingera z roku 1822. Gotický zvon nese letopočet 1315. Za druhé světové války byl shozen a měl být použit k válečným účelům, pro svou historickou hodnotu byl ale zachován. Dnes se nachází na podstavci v kostele. [3]
- několik památek lidové architektury - zejména dům č.p. 100
- hrobka rodiny Turcsányiů na místním hřbitově z 19. století
- památná národopisní jizba v budově bývalé katolické školy z 19. století